# Gin Act 1743
Gin Act 1736 Gin Act 1751
Le Spirit Duties Act 1743, communément appelé Gin Act of 1743 est une loi votée par le Parlement de Grande-Bretagne abrogeant le Gin Act de 1736 en faveur d'une réduction des taxes et des droits de licence.
La loi sur le gin de 1736 avait tenté de réduire la consommation de gin en instituant une taxe d'accise de 20 shillings par gallon ainsi qu'une licence annuelle de 50 livres sterling (l'équivalent de 8 000 livres sterling aujourd'hui) pour tous les vendeurs de gin. Cette loi s'est révélée immensément impopulaire et a provoqué des émeutes publiques et un défi généralisé. Seulement deux des licences annuelles ont été achetées et beaucoup de gens se sont tournés vers la production de gins faits maison.
Compte tenu de la difficulté à faire appliquer la loi et de la pression financière de la guerre de succession d'Autriche, la loi sur le gin de 1743 réduit le coût d'une licence annuelle de vente de gin de 50 £ à seulement 20 shillings. La taxe d'accise sur les producteurs de gin et les pénalités pour violation de la loi sont également considérablement réduites.
La question de la taxation et de la réglementation du gin sera réexaminée plus tard par la loi sur le gin de 1751